# 主語
主语（拉丁語：subjectum，也稱主詞。英語：）是一种句法成分，由名词、名词短语或代词充当。在英语和法语当中，主语决定谓语动词的形态，即与谓语动词达成语法一致。
主语依据定义不同，其涵盖的范围也不一样，狭义的主语限定于句法上的主语。主语很大程度上是主賓格語言的概念，它很难应用到其他配列的语言，如作通格語言上面去。
大多数句子都有主语，但也存在无主语句。主语很多时候可以视作话题，在一部分语言如汉语当中，二者难以区分。

## 起源
主语的概念最早来源于古希腊逻辑学当中的三段论术语“主词”（ὑποκείμενον），是“谓词”（κατεγορωυμενον）的对位概念。在三段论当中，由两个前提命题可得一个结论命题，结论命题当中的小词（S）即主词。而在后来的传统语言学当中，主语和谓语成为句子的前后两个主要组成部分，主语通常为主格名词置于句首，是最显著常见的论元；谓语描述其前面的主语，与之形成一致。在这种观点下，可以认为很多语言都拥有主语，不过是否所有语言皆如此则无从证明。

## 定义
西方语言学界曾在1850年代到1930年代之间长达80年间对「主语」的定义进行过激烈讨论。传统语法上的术语「主语」依照视角不同，至少可以分析为3种不同层次的概念：语义主语或称逻辑主语（logical subject）、形态主语或称语法主语（grammatical subject）、语用主语或称心理主语（psychological subject）等。而句法学则会试图依据句法现象严格地界定主语。

### 逻辑主语
句子当中动作的发出者即逻辑主语，亦即语义主语，在语义角色中称为施事。比如 John beated Mary 里面，John 即逻辑主语。对应的被动句 Mary was beaten by John 里面，语态发生了变化，但逻辑主语仍然是 John。
逻辑主语常等同于句法主语或者语法主语，但二者其实是两回事。典型如英语的被动句，通常会由受事论元担当主语，呈主格。
除此之外，也存在中性主语，如主事主语：

### 语法主语
语法主语，亦即形态主语，其界定标准是项的形态，不会像逻辑主语一样注重语义。在这种视角下，与动词（在性、数等语法范畴上）形成一致的名词短语即语法主语。语法主语最常见的表现是主格。但是也有例外，如斜格主语，在英语表现为宾格主语，在日语表现为与格主语。作通格語言当中不存在主格，主格这一概念也很难直接应用到作通格语言上面去。
汉语、越南语等不存在形态变化、动词一致、格标记的语言基本上依靠语序位置来定义语法主语。

### 心理主语
心理主语，亦即语用主语，是语用学或信息结构上的概念，即话者（作者）及听者（读者）两者的谈话当中句子所述事项的出发点，也就是话题，也称主题。心理主语依据文脉决定，同一句子可以有不同的心理主语。
日语是区分话题与主格的典型语言，其话题常由话题助词「は」（wa）标记，与主格助词「が」（ga）相区别。

### 句法主语
狭义的主语可以专指句法主语，句法主语常与逻辑主语、语法主语、心理主语等混同，或不加以作任何区分。现代句法学则会依据若干句法现象对不同语言的句法主语作精细化的定义。
单纯从句法现象来看，虽然并不绝对通用，但很多语言的主语都会有以下的句法现象：
- 动词一致：与动词或助動詞形成形态上的一致。如英语的动词第三人稱单数形式：

- 照应关系：可成为同一子句当中復指代詞的先行詞。

- 等位省并：连动句中，嵌入子句的主语可以省略，以复合子句的主语为先行词。[13]

鉴于这一句法现象，句法主语的概念也被局限于主賓格語言。作通格語言不符合这一现象（以复合子句的「宾语」为先行词），故句法主语的概念也很难应用到作通格语言上面去。
- 命令句中省略。
- 处于句首。

等等。
在生成文法当中，占据标定语位置，或处于动词短语之外且不属于附加语的名词短语可算作主语。

## 语言类型学

### 形式主语与省略
主语显性表现的强制性不一，因语言而异。有的语言会强制主语显性表现，有的则允许主语省略。

#### 形式主语
一些语言里面主语会以独立的名词短语的形式强制出现。如英语，如果将主语省略，句子就不合法。这种主语通常称为形式主语（Dummy subject），属于语法虚词。

#### 主语省略
一些语言则允许主语省略。如日语通常都可以省略主语，形成无主语句，省略后依据文脉判断主语，动词或其他句子成分不会因此发生变化，不存在一致性。有时候也将其算作空主语的一种。

#### 空主语
也有的语言虽然可以省略主语，不过它们所处的文脉与英语类似，动词上会附着词缀，与省略的主语形成人称、数、性等语法范畴上的一致，如意大利语。此时主语很明显仍然有句法上的作用，但没有显性形态，故可以视为空主语（null-subject），这一类语言称为空主语语言，这种现象也称为形式主语省略或代词主语省略。
除了动词以外，也可以在各种词类上添加附着语素以表达人称、数等语法范畴，达到变相凸显主语的效果。例如美国原住民语言、犹他－阿兹特克语系的Chemehuevi语当中，可以往位于句首的词后添加附着语素，以达到与英语的形式主语同样的效果。
也有语言存在与被省略主语形成一致、但处于不同位置的代词，当主语省略时就起到跟意大利语主格词缀类似的效果。如马来-波利尼西亚语族的Longgu语当中就存在这样的代词，它必须位于动词短语的前面。

#### 类型学分布
以上数种表现类型在全世界711种语言当中的分布如下所示。强制性越强，则该语言里面主语的地位就越高。
| 表现类型           | 描述                         | 语言数 | 代表语言 |
| ------------------ | ---------------------------- | ------ | --- |
| 形式主语           | 主语位置强制使用代词         | 82     | 英语、德语、法语、荷兰语、丹麦语、俄语、冰岛语、印尼语、马来西亚语、马达加斯加语、海达语等 |
| 主语省略           | 主语可以显性表现，但通常省略 | 437    | 汉语、日语、韩语、缅甸语、辜古依密舍语、马拉雅拉姆语、喀尔喀蒙古语、列兹金语等 |
| 空主语（动词词缀） | 主语可省略，通过动词词缀表现 | 32     | 西班牙语、阿拉伯语、匈牙利语、捷克语、希腊语、保加利亚语、格陵兰语、爱沙尼亚语、加泰罗尼亚语、阿伊努语、阿姆哈拉语、阿尔巴尼亚语、亚美尼亚语、伊捷尔缅语、卡纳达语、基库尤语、瓜拉尼语、康沃尔语、楚科奇语、纳瓦霍语、纳瓦特尔语、旁遮普语、巴斯克语、布鲁夏斯基语、布列塔尼语、柏柏尔语等 |
| 空主语（附着语素） | 主语可省略，通过附着语素表现 | 67     | 波兰语、黑脚语、奥杰布瓦语、蒙达里语等 |
| 空主语（代词）     | 主语可省略，通过代词表现     | 61     | 伊博语、格鲁吉亚语、科萨语、索马里语、豪萨语、斐济语等 |
| 混合类型           | 以上手段的混合               | 32     | 芬兰语、希伯来语、爱尔兰语、兰巴迪语等 |

### 主语优先与话题优先
主语优先语言会通过语序等句法手段凸显主语的强势地位，很多时候也会和主格等形态重叠出现。而话题优先语言则优先凸显话题。
英语是典型的主语优先语言，拥有形式主语的语言大多也是主语优先语言。
而汉语和日语则是典型的话题优先语言。在日语当中，话题标记「は」（wa）拥有很高的优势地位。如果与主格「が」处于同一位置，话题「は」优先显现，主格「が」则省略。汉语学界有意见反对主语-主题优先二分法，认为汉语的主语就相当于主题，换言之汉语并不存在主语。

### 主宾格语言与作通格语言
主语是出自欧洲传统语言学的概念，故其概念形成的基底也是英语等诸多欧洲语言；这些语言绝大多数都是主賓格語言，而且主语的地位普遍很高，也与主格有很强的对应。而作通格語言则如前所述，形态上并无主格，只有作格或通格；句法上，与主宾格语言中的主格名词短语相对应者很大程度上是通格名词短语，因为通格短语也有和主语呈镜像的等位省并，以及關係子句等现象，可见较之作格名词短语，通格名词短语较为强势，惟未有专门术语来命名这一句法成分。而主语所呈现的句法现象则往往与作通格语言的句法现象相左，所以主语这一概念很难应用到作通格语言上去，其他配列类型的语言更是如此。